# Simpatija (album)
Simpatija je album srbske pevke Dragane Mirković, ki je izšel leta 1989. Z naslovno pesmijo »Simpatija« je prvič Mirkovićeva zmagala na festivalu »Poselo 202«. Prodanih je čez 450.000 izvodov.

## Seznam pesmi in avtorjev
- »Simpatija« (M. M. Ilic - M. Jankovic - M. M. Ilic, S. Bojic, P. Zdravkovic)
- »Shvatila sam sve« (M. M. Ilic - D. Cosic - M. M. Ilic, S. Bojic, P. Zdravkovic)
- »Nema sreće bez tebe« (M. M. Ilic - D. Jetula - M. M. Ilic, S. Bojic, P. Zdravkovic)
- »Neću da živim bez tebe« (M. M. Ilic - D. Jetula - M. M. Ilic, S. Bojic, P. Zdravkovic)
- »Sto ću čuda učiniti« (M. M. Ilic - M. Radomirovic - M. M. Ilic, S. Bojic, P. Zdravkovic)
- »Vatra« (M. M. Ilic - M. Radomirovic - M. M. Ilic, S. Bojic, P. Zdravkovic)
- »Dovidjenja milo moje« (M. M. Ilic - D. Jetula - M. M. Ilic, S. Bojic, P. Zdravkovic)
- »Čekaj me jos malo« (M. M. Ilic - M. Radomirovic - M. M. Ilic, S. Bojic, P. Zdravkovic)
- »Kad su cvetale trešnje« (M. M. Ilic - Z. Zivanovic - M. M. Ilic, S. Bojic, P. Zdravkovic)